# Inför din Gud, o själ, träd fram
Inför din Gud, o själ, träd fram är en svensk psalm med tre verser skriven 1732 av Hans Adolph Brorson. Musiken är komponerad 1553 av Burkhard Waldis. Psalmen översattes till svenska 1919 av K. E. Norström.

## Publicerad i
- Svenska Missionsförbundets sångbok (1951) nr 206, under rubriken "Troslivet - Syndabekännelse och överlåtelse".[1]

### Fotnoter
1. 1 2   Sånger och psalmer musik och text : för enskilt och offentligt bruk. Stockholm: Missionsförb. 1951. Libris 3387612